# Neue Südtiroler Tageszeitung
La Neue Südtiroler Tageszeitung (traducibile in italiano come "Il nuovo quotidiano sudtirolese") è un quotidiano italiano in lingua tedesca, pubblicato nella provincia autonoma di Bolzano.

## Struttura
Il quotidiano, benché schierato alla sinistra, si autodefinisce del tutto indipendente dai partiti politici e privilegia una linea editoriale d'inchiesta ed approfondimento, avulsa dall'appartenenza ai vari gruppi linguistici in cui è suddivisa la popolazione della provincia di Bolzano.
Il formato adottato è quello di più ridotte dimensioni fra i quotidiani in Alto Adige. Il giornale consta normalmente di 45 pagine ed è diviso in diverse sezioni: notizie dall'Alto Adige (Südtirol) con particolari approfondimenti sul tema centrale, notizie dall'Italia (Inland), notizie dal mondo (Ausland). Seguono le notizie comprensoriali: Bolzano e dintorni (Bozen - Umgebung), Oltradige-Bassa Atesina (Unterland - Überetsch), Merano e Burgraviato (Meran - Umgebung), Val Venosta (Vinschgau), Valle Isarco e Alta Val d'Isarco (Eisacktal - Wipptal), Val Pusteria (Pustertal). Alla fine del giornale sono poste le sezioni come: appuntamenti e cinema (Termine - Kino), cultura (Kultur) ed infine il cosiddetto "fanalino di coda" e cruciverba (Schlusslicht - Rätsel) che include anche notizie scandalistiche sui personaggi pubblici locali.
Il quotidiano esce dal martedì al sabato. La domenica si vende l'edizione del sabato con un inserto speciale.
La Neue Südtiroler Tageszeitung è membro del MIDAS, associazione internazionale di testate giornalistiche dedicate alle minoranze linguistiche.

## Storia
La Neue Südtiroler Tageszeitung (detta in breve Tageszeitung, Taz o impropriamente Neue Neue Südtiroler) è nata nel 1996 a seguito di una scissione interna alla redazione della rivista Südtirol Profil (legata al settimanale austriaco Profil), che versava in difficoltà finanziarie.